# Idicara
Idicara là một chi bướm đêm thuộc họ Erebidae, hiện tại nó được coi là đồng nghĩa của Catephia.